# ハラリ語
ハラリ語 はエチオピアの主にハラリ人が話す言語である。 アフロ・アジア語族のセム語派の言語であり、2007年の推計によると、25,810人の話者がいる。アムハラ語や東オロモ語とのバイリンガルやマルチリンガルが多い。 東ゲエズ語やザイ語、セルティ語と近縁であるとされる。 
文字体系はかつてはアラビア文字が使われていたが、現在ではゲエズ文字が使われている。また、一部はラテン語アルファベットを用いている。